# Coin-lès-Cuvry
Coin-lès-Cuvry é uma comuna francesa na região administrativa de Grande Leste, no departamento de Mosela. Estende-se por uma área de 6,65 km². Em 2010 a comuna tinha 779 habitantes (densidade: 117,1 hab./km²).